# توماس بی. تورلی
توماس بی. تورلی (به انگلیسی: Thomas B. Turley) سناتور سابق عضو حزب دموکرات ایالات متحده آمریکا بود. وی در سال ۱۸۹۷ تا ۱۹۰۱ میلادی سناتور ایالت تنسی در سنای ایالات متحده آمریکا بود.